# Van Leeuwen Buizen Groep
Van Leeuwen Buizen Groep er en nederlandsk virksomhed, der handler med stålrør, haner og fittings. I 2023 havde 2.469 ansatte og en omsætning på 1,62 mia. euro.
Piet van Leeuwen etablerede virksomheden i 1924 i Zwijndrecht.